# Jazzanova

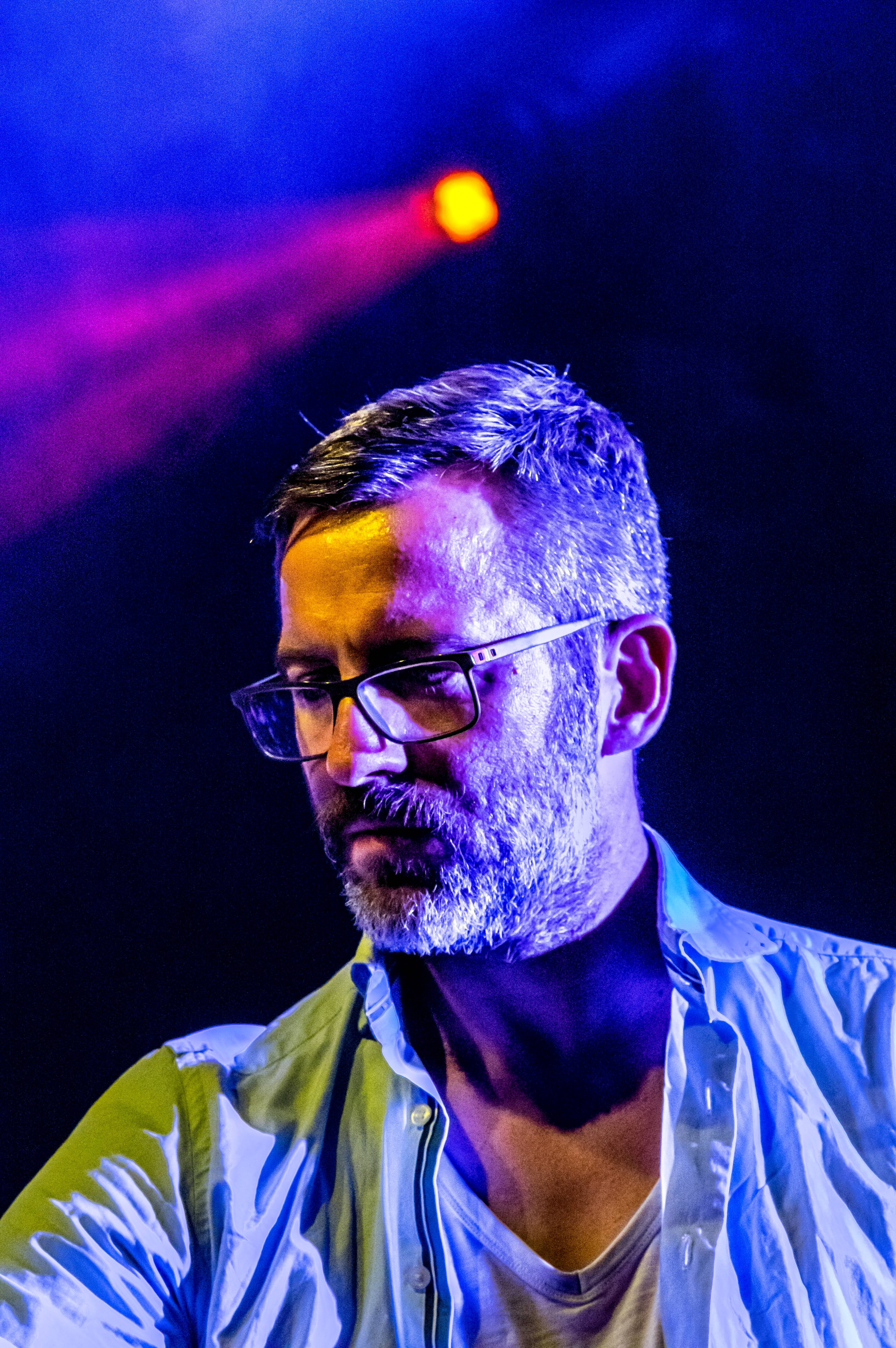
Alexander Barck,Zelt-Musik-Festival en 2015 Friburgo de Brisgovia, Alemania

Jazzanova es un colectivo musical alemán de productores y DJs que residen en la ciudad de Berlín formados en 1995. Sus miembros son Alexander Barck, Claas Brieler, Jürgen von Knoblauch, Roskow Kretschmann, Stefan Leisering y Axel Reinemer. 
El grupo es uno de los principales exponentes de estilos musicales como Nu jazz, Chillout y Jazz house, además de estar vinculados a los sellos Compost Records y Sonar Kollektiv. También han experimentado con Latin jazz, como en el tema "Tres Bien".
Además poseen un proyecto lateral llamado "Extended Spirit". Han ganado amplio reconocimiento como sus remezclas innovadoras de un gran número de artistas, tales como Marschmellows, Ian Pooley, Incognito, 4Hero, M.J. Cole y Masters At Work por nombrar algunos.
Su último trabajo es el álbum The Pool, editado en 2018.

## Discografía

### Álbumes
- In Between (2002)
- Of All the Things (2008)
- Funkhaus Studio Sessions (2012)
- The Pool (2018)

### Compilados
- Belle et Fou (2007)
- Blue Note Trip: Scrambled/Mashed (2006)
- Broad Casting (2006)
- Boom Clicky Boom Clack (sencillo) (2006)
- Glow and Glare / Dance the Dance / Let Your Heart Be Free (Ame and Atjazz remixes) (2005)
- The Remixes 2002-2005 (2005)
- Blue Note Trip: Lookin Back/Movin on (2005)
- Mixing (2004)
- Remixed (2003)
- Soon (2002)
- That Night (2002)
- The Remixes 1997-2000

### Apariciones en otros compilados
- Saint-Germain-des-Prés Café
- Future Sounds of Jazz
- Bossa Mundo
- City Lounge - Berlin
- Gilles Peterson Worldwide 2 Volume 2
- Ultra Chilled 01
- Code 4109 (mixed by DJ Krush)
- Café del Mar - Best of Chillout & Sunset Music From Ibiza Volume 11
- Kajmere Sound Recordings - Impeach the President
- Spliffen Sie English

### Remezclas
- Soul Quality Quartet "Toda Tersafeira" (Jazzanova Dub) - Soul Quality Quartet EP - Sonar Kollektiv (1999).
- Azymuth "Amazon Adventure" (Jazzanova Remix) - Off Limits - Sonar Kollektiv (1999).
- Tate's Place "Burning" (Jazzanova Remix) - Off Limits - Dynamite Joint Recordings (1999).
- Trüby Trio "Carajillo" (Jazzanova's Chant For Leo Mix) - Off Limits 2 - Compost Records (2000).
- Soul Quality Quartet "Toda Tersafeira" (Jazzanova Rework) - Sonar Kollektiv 2 - Sonar Kollektiv (2003).
- Nuspirit Helsinki "Honest" (Jazzanova's Honestly Yours Remix) - Honest w/ Jazzanova Remix - Sonar Kollektiv (2004).
- MJ Cole "Sincere" (Jazzanova Sincerely Yours Mix) feat. Nova Caspar & Jay Dee - The Remixes 1997-2000 - Mercury Records Ltd. (2005)
- Soul Quality Quartet "Toda Tersafeira" (Jazzanova Rework) - The Remixes 1997-2000 - Dialog Recordings/Sonar Kollektiv (2005).
- Visit Venus "Planet Of Breaks" (Jazzanova Mix) - The Remixes 1997-2000 - Yo Mama's Records Co. (2005)
- Tate's Place "Burnin'" (Jazzanova Mix) - The Remixes 1997-2000 - Dynamite Joint Recordings (2005).
- Balanco "Metti Una Sera A Cena" (Jazzanova Mix).
- Ian Pooley "What's Your Number" (Jazzanova Renumber) - The Remixes 1997-2000 - V2 Records GmbH (2005).
- Liquid Lounge "Complete Life" (Jazzanova Mix) - The Remixes 1997-2000 - Pantounge Records (2005).
- Ursula Rucker "Circe" (Jazzanova Mix) - The Remixes 1997-2000 - Guidance Records (2005).
- Ski "Fifths" (Jazzanova 6 Sickth Mix) - The Remixes 1997-2000 - Sony Music (2005).
- Soul Bossa Trio "Words Of Love" (Re-Loved By Jazzanova) - The Remixes 1997-2000 - Wildjumbo Tokumo Japan Communications (2005).
- Azymuth "Amazon Adventure" (Jazzanova Mix) - The Remixes 1997-2000 - Far Out Records (2005).
- United Future Organization "Friends ... We'll Be" (Jazzanova Mix) - The Remixes 1997-2000, Mercury Music Entertainment Co Ltd. (2005)
- Har-You Percussion Group "Welcome To The Party" (Jazzanova Mix) - The Remixes 1997-2000 - Ubiquity Records (2005).
- Karma "High Priestess" (Jazzanova Mix) - The Remixes 1997-2000 - Spectrum Works (2005).
- Incognito "Get Into My Groove" (Jazzanova Re-Groove) - The Remixes 1997-2000 - Universal Classics and Jazz (2005).
- Trüby Trio "Carajillo" (Jazzanova's "Chant For Leo" Mix) - The Remixes 1997-2000 - Compost Records (2005).
- Men from Nile "Watch Them Come!!!" (Jazzanova Remix) - The Remixes 1997-2000 - Underground Therapy (2005).
- Marshmellows "Soulpower" (Jazzanova's Straight Dub Mix) - The Remixes 1997-2000 - Infracom (2005).
- 4Hero "We Who Are Not As Others" (Jazzanova Mix) - The Remixes 1997-2000 - Talkin Loud/Mercury Records Ltd. (2005).
- Free Design "Lullaby" (J-Nova Remix) - The Remixes 2002-2005 - Zynczak Associates (2005).
- Nuspirit Helsinki "Honest" (Jazzanova's Honestly Yours Remix) - The Remixes 2002-2005 - Sonar Kollektiv (2005).
- Calexico (Band) "Black Heart" (Jazzanova's White Soul Dub) - The Remixes 2002-2005 - City Slang / Label / EMI (2005).
- Marcos Valle "Besteiras do Amor" (Jazzanova Remix) - The Remixes 2002-2005 - Far Out Recordings (2005).
- Eddie Gale "Song Of Will" (Jazzanova Rhythm Happening) - The Remixes 2002-2005 - Blue Note / EMI (2005).
- Shaun Escoffery "Let It Go" (Jazzanova Remix) - The Remixes 2002-2005 - Oyster Music Ltd. (2005)
- Status IV "You Ain't Really Down" (Jazzanova's Hey Baby Remix) - The Remixes 2002-2005 - Sonar Kollektiv (2005)
- Masters At Work Feat. Roy Ayers "Our Time Is Coming" (Jazzanova's Guestlist Mix) - The Remixes 2002-2005 - MAW (2005).
- Heavy "Wonderlove (For Minnie)" (Jazzanova Remix) - The Remixes 2002-2005 - Kindered Spirit (2005).
- Status IV "You Ain't Really Down" (Jazzanova's Hey Baby Beats) - You Ain't Really Down - Sonar Kollektiv (2005).
- Status IV "Hey Baby!" - You Ain't Really Down - Sonar Kollektiv (2005)
- Fat Freddy's Drop "Breathe Easy Beats" - Flashback (Jazzanova Remixes) - Sonar Kollektiv (2006).
- Fat Freddys Drop "Flashback" (Jazzanova's Breathe Easy Mix) - Flashback (Jazzanova Remixes) - Sonar Kollektiv (2006).
- Fat Freddys Drop "Flashback" (Jazzanova's Mashed Bag Mix) - Ten Years, Who Cares? - Sonar Kollektiv (2007)

### DJ-mixes
- Circles - Brownswood (1998)
- Sound Of The City Vol. 3 - Berlin - Universal Jazz (1999)
- Jazzanova...Mixing - Sonar Kollektiv (2004)
- Blue Note Trip - Jazzanova - Blue Note (2005)
- Blue Note Trip Scrambled / Mashed - Jazzanova - Blue Note (2006)
- Jazzanova ...Broad Casting - Sonar Kollektiv (2006)
- Jazzanova & Dirk Rumpff ... Broad Casting From OFFtrack Radio - Sonar Kollektiv (2007)
- Southport Weekender Volume 7 (Disc 1) - Concept Records (2008)
- Secret Love vol. 5 - Sonar Kollektiv (2008)
- Neu Jazz - Sonar Kollektiv (2008)
- SK200 - Sonar Kollektiv (2008)